# Майхровский, Евгений Бернардович
Евгений Бернардович Майхровский (Май) (12 февраля 1938) — советский и российский артист (клоун). Народный артист РСФСР (1987).

## Биография
Евгений Майхровский родился 12 февраля 1938 года в цирковой семье, его родители Бернард Вильгельмович и Антонина Парфентьевна Майхровские были акробатами. В детстве был в эвакуации под Челябинском. Цирком заинтересовался в 19 лет. В 1965 году окончил цирковое училище. В 1972 году стал выступать под псевдонимом Май. На манеж клоун Май выходит со своим фирменным восклицанием «Ую-ю-й!». В репертуаре Евгения Бернардовича наряду с оригинальными репризами, в том числе с дрессированными животными, есть и сложные цирковые спектакли. В Пермском цирке играл главную роль в спектакле «Бумбараш» по книге Аркадия Гайдара. В 1984 году в Ленинградском цирке в детском музыкальном спектакле «Самый радостный день» по мотивам рассказа Антона Чехова «Каштанка» он также сыграл почти все основные роли. Впоследствии Евгений Бернардович создал собственный цирк «Май», в котором выступала вся его семья: жена Наталья Ивановна — клоунесса по прозвищу Куку, сын Борис — сценический псевдоним Бобо, дочь Елена — Лулу, внучка Наташа — Нюся и др. По состоянию на 2020 год продолжает цирковую деятельность с шоу-программой «Ласта Рика», под руководством своей дочери — Елены Майхровской. Зять Владимир Саптеев — сценический псевдоним Малыш.

### Семья
Жена — Майхровская Наталья Ивановна.
- Сын — Майхровский Борис Евгеньевич (род. 03.07.1961), дрессировщик, окончил ГИТИС по специальности режиссёр цирка (1985), заслуженный артист Российской Федерации (1996), в 2010 – 2014 заместитель генерального директора ФКП «Росгосцирк».
+ Жена сына — Майхровская Галина Алексеевна (род. 23.03.1950), дрессировщица, заслуженная артистка Российской Федерации (1996).
  - Внучка — Майхровская Наталья Борисовна (род. 24.11.1984).
- Дочь — Майхровская Елена Евгеньевна (род. 24.10.1970), клоунесса, окончила ГИТИС по специальности режиссёр цирка (1994), режиссёр и директор династийной цирковой программы.
+ Муж дочери (1) — Афанасьев Валерий Геннадьевич (род. 23.02.1963).
+ Муж дочери (2) — Саптеев Владимир Константинович (род. 25.02.1979).
  - Внук — (Афанасьев) Майхровский Евгений Валерьевич (род. 28.11.1991).
  - Внук — Саптеев-Майхровский Арсений Владимирович (род. 2014).

## Фильмография
- 1966 — «Сказка о царе Салтане» — шут
- 1970 — «Два дня чудес» — санитар
- 1973 — «Тёща» — Марат Никулин
- 1976 — «Клоуны и дети» (короткометражный)

## Звания и награды
- Заслуженный артист РСФСР (22.12.1978).
- Народный артист РСФСР (17.07.1987).
- Орден Почёта (17.12.1994) — за заслуги перед народом, связанные с развитием российской государственности, достижениями в труде, науке, культуре, искусстве, укреплением дружбы и сотрудничества между народами[4].
- Орден Дружбы (25.10.2018) — за большой вклад в развитие отечественной культуры и искусства, многолетнюю плодотворную деятельность[5].
- Орден «За службу России» от Российского наградного комитета, за преданность служебному долгу, высокий профессионализм, развитие циркового искусства и самоотверженный труд на благо России.
- Почётная грамота Президента Российской Федерации (26.10.2015) — за заслуги в области культуры и искусства, многолетнюю плодотворную работу[6].
- Благодарность Президента Российской Федерации (03.12.2008) — за заслуги в развитии отечественного циркового искусства и многолетнюю творческую деятельность[7][8].